# Coulonges-Cohan
Coulonges-Cohan település Franciaországban, Aisne megyében. Lakosainak száma 443 fő (2022. január 1.). Coulonges-Cohan Chéry-Chartreuve, Cierges, Dravegny, Goussancourt, Sergy, Seringes-et-Nesles, Vézilly és Arcis-le-Ponsart községekkel határos.

## Népesség
A település népességének változása:
| Lakosok száma | 367  | 384  | 370  | 429  | 429  | 451  | 436  | 436  | 442  | 443  |
|               | 1975 | 1990 | 1999 | 2011 | 2013 | 2016 | 2017 | 2019 | 2020 | 2022 |